# Funningsfjørður (fiord)
El Funningsfjørður [ˈfʊnːɪŋgsˌfjøːɹʊɹ] és un fiord de l'illa d'Eysturoy, a les illes Fèroe. Amb els seus gairebé 10 km de llarg, és el segon fiord més gran de l'arxipèlag.
El fiord té 9.5 km de longitud i té una orientació nord-sud. S'obre a mar obert enfront de les localitats de Funningur i Elduvík, barrejant les seves aigües amb les de l'estret de Djúpini. El punt més estret del fiord fa 330 metres d'amplada i el més ample, quan s'obre a mar obert, fa 3,4 km. El Funningsfjørður només està separat del fiord Skálafjørður per una vall de menys de set quilòmetres, la vall de Millim Fjarða. D'aquesta manera, els dos fiords divideixen Eysturoy (la segona illa més gran de l'arxipèlag) gairebé a la meitat.
Les muntanyes que envolten el fiord superen reiteradament els 700 metres. Els cims més importants que hi ha són el Slættaratindur (880 m), que és també la muntanya més alta de les Illes Fèroe, el Svartbakstindur (801 m) o el Blámansfjall (790 m d'altitud), tots ells al costat oest del fiord; el Dalkinsfjall (719 m) és la muntanya més alta del costat est.
Les localitats que hi ha a la riba del fiord són Elduvík, Funningsfjørður i Funningur.